# Neodora tambillaria
Neodora tambillaria là một loài bướm đêm trong họ Geometridae.